# De gevaarlijkste wegen van de wereld
De gevaarlijkste wegen van de wereld was een Nederlands televisieprogramma gebaseerd op het Britse programma World's Most Dangerous Roads van de BBC. In elke aflevering gaan twee bekende Nederlanders samen een van de gevaarlijkste wegen van de wereld berijden. De gesprekken en emoties tijdens deze ritten vormen de kern van het programma.
De eerste aflevering van het programma was op 17 januari 2016 te zien bij omroep BNN, wat later BNNVARA werd. In juni 2019 stopte BNNVARA met dit en een aantal andere programma's, omdat het niet meer binnen de koers van de omroep zou passen. In april 2020 keerde het programma terug bij omroep PowNed. In 2025 werd bekendgemaakt dat het programma niet zou terugkeren.

## Afleveringen

### Seizoen 1
| Aflevering | BN'er 1                   | BN'er 2                   | Bestemming | Uitzenddatum     |
| ---------- | ------------------------- | ------------------------- | ---------- | ---------------- |
| 1          | Victoria Koblenko         | Josje Huisman             | Ethiopië   | 17 januari 2016  |
| 2          | Ruud de Wild              | Sofie van den Enk         | Madagaskar | 24 januari 2016  |
| 3          | Bram Moszkowicz           | Wibi Soerjadi             | Vietnam    | 31 januari 2016  |
| 4          | Arjan Ederveen            | Lenette van Dongen        | Bolivia    | 7 februari 2016  |
| 5          | Isa Hoes                  | Marc-Marie Huijbregts     | Georgië    | 14 februari 2016 |
| 6          | De Jeugd van Tegenwoordig | De Jeugd van Tegenwoordig | Peru       | 21 februari 2016 |
| 7          | Kees Tol                  | Joris Linssen             | Mongolië   | 28 februari 2016 |
| 8          | Bridget Maasland          | Rob Kamphues              | Rusland    | 6 maart 2016     |

### Seizoen 2
| Aflevering | BN'er 1             | BN'er 2             | Bestemming        | Uitzenddatum     |
| ---------- | ------------------- | ------------------- | ----------------- | ---------------- |
| 1          | Glenn Helder        | Rick Brandsteder    | Suriname          | 4 januari 2017   |
| 2          | Ferry Doedens       | Ronald Giphart      | Albanië en Kosovo | 11 januari 2017  |
| 3          | Lange Frans         | Sigrid ten Napel    | Marokko           | 18 januari 2017  |
| 4          | Patty Brard         | Richard Groenendijk | Sri Lanka         | 25 januari 2017  |
| 5          | Robert Kranenborg   | Olcay Gulsen        | Namibië           | 1 februari 2017  |
| 6          | Victor Reinier      | Tatum Dagelet       | Kenia             | 8 februari 2017  |
| 7          | Judith Osborn       | Ruud Feltkamp       | Argentinië        | 15 februari 2017 |
| 8          | Eva van de Wijdeven | Eddy Zoëy           | Kazachstan        | 22 februari 2017 |
| 9          | Géza Weisz          | Leo Alkemade        | Chili             | 1 maart 2017     |

### Seizoen 3
| Aflevering | BN'er 1          | BN'er 2                | Bestemming          | Uitzenddatum  |
| ---------- | ---------------- | ---------------------- | ------------------- | ------------- |
| 1          | Hans Kazàn       | Brownie Dutch          | Montenegro          | 1 april 2018  |
| 2          | Do               | Loek Peters            | Indonesië (Flores)  | 8 april 2018  |
| 3          | Diederik Jekel   | Marc van der Linden    | Tadzjikistan        | 15 april 2018 |
| 4          | Maik de Boer     | Thomas Dekker          | Mexico              | 22 april 2018 |
| 5          | Micky Hoogendijk | Dennis Weening         | Canada              | 29 april 2018 |
| 6          | Tim Haars        | Frits Sissing          | Zweden en Noorwegen | 6 mei 2018    |
| 7          | Sanne Vogel      | Stacey Rookhuizen      | Argentinië          | 20 mei 2018   |
| 8          | Bo Maerten       | Toine van Peperstraten | Myanmar             | 27 mei 2018   |

### Seizoen 4
| Aflevering | BN'er 1          | BN'er 2         | Bestemming             | Uitzenddatum  |
| ---------- | ---------------- | --------------- | ---------------------- | ------------- |
| 1          | Tygo Gernandt    | Akwasi          | Zuid-Afrika en Lesotho | 14 april 2019 |
| 2          | Anouk Hoogendijk | Loiza Lamers    | Turkije                | 21 april 2019 |
| 3          | Susan Visser     | Joshua Nolet    | Jordanië               | 28 april 2019 |
| 4          | Shirma Rouse     | Fajah Lourens   | Bosnië en Herzegovina  | 5 mei 2019    |
| 5          | Remy Bonjasky    | Monica Geuze    | Oeganda                | 12 mei 2019   |
| 6          | Kluun            | Sef             | Brazilië               | 19 mei 2019   |
| 7          | Tony Junior      | Dieuwertje Blok | Armenië                | 26 mei 2019   |
| 8          | Fred Teeven      | Kelvin Boerma   | Roemenië               | 2 juni 2019   |

### Seizoen 5
| Aflevering | BN'er 1          | BN'er 2               | Bestemming  | Uitzenddatum  |
| ---------- | ---------------- | --------------------- | ----------- | ------------- |
| 1          | Guido Weijers    | Abbey Hoes            | Zuid-Afrika | 26 april 2020 |
| 2          | Steven Brunswijk | Melody Klaver         | Griekenland | 3 mei 2020    |
| 3          | Janice Bosmans   | Daniël Boissevain     | Servië      | 10 mei 2020   |
| 4          | Michael Boogerd  | Edson da Graça        | Slowakije   | 17 mei 2020   |
| 5          | Raven van Dorst  | Famke Louise          | Rwanda      | 24 mei 2020   |
| 6          | Rintje Ritsma    | Gaby Blaaser          | Bulgarije   | 31 mei 2020   |
| 7          | Dilan Yurdakul   | Renate Gerschtanowitz | Ecuador     | 7 juni 2020   |

### Seizoen 6
| Aflevering | BN'er 1              | BN'er 2          | Bestemming        | Uitzenddatum     |
| ---------- | -------------------- | ---------------- | ----------------- | ---------------- |
| 1          | Maan de Steenwinkel  | Sjaak            | Portugal          | 19 december 2021 |
| 2          | Sjoerd van Ramshorst | Ron Boszhard     | Noord-Macedonië   | 26 december 2021 |
| 3          | Pia Douwes           | André Dongelmans | Oekraïne          | 2 januari 2022   |
| 4          | Frank van der Lende  | Henk Grol        | Guatemala         | 9 januari 2022   |
| 5          | Renze Klamer         | Lakshmi          | Turkije           | 16 januari 2022  |
| 6          | René le Blanc        | Imanuelle Grives | Colombia          | 23 januari 2022  |
| 7          | Victor Abeln         | Iris Enthoven    | Mexico            | 30 januari 2022  |
| 8          | Esmée van Kampen     | Hanna van Vliet  | Oezbekistan       | 6 februari 2022  |
| 9          | Frank Evenblij       | Babette van Veen | Italië (Calabrië) | 13 februari 2022 |

### Seizoen 7
| Aflevering | BN'er 1          | BN'er 2          | Bestemming               | Uitzenddatum     |
| ---------- | ---------------- | ---------------- | ------------------------ | ---------------- |
| 1          | Diederik Gommers | Emma Wortelboer  | Kosovo en Albanië        | 4 december 2022  |
| 2          | Sera de Bruin    | Remco Veldhuis   | Turkije                  | 11 december 2022 |
| 3          | Suzanne Klemann  | Peter Sterk      | Costa Rica               | 25 december 2022 |
| 4          | Bilal Wahib      | Gwen van Poorten | Peru                     | 1 januari 2023   |
| 5          | Gertjan Verbeek  | Eva Koreman      | Spanje (Picos de Europa) | 8 januari 2023   |
| 6          | Tom Coronel      | Jacin Trill      | Italië                   | 15 januari 2023  |
| 7          | Rutger Castricum | Roxane Knetemann | Marokko                  | 22 januari 2023  |
| 8          | Ireen Wüst       | Roxanne Kwant    | Griekenland              | 29 januari 2023  |

### Seizoen 8
| Aflevering | BN'er 1         | BN'er 2         | Bestemming               | Uitzenddatum     |
| ---------- | --------------- | --------------- | ------------------------ | ---------------- |
| 1          | Nadia Palesa    | Richard de Mos  | Argentinië               | 31 januari 2024  |
| 2          | Wim Kieft       | MEAU            | Tunesië                  | 7 februari 2024  |
| 3          | Wildebras       | Martijn Fischer | Bulgarije en Griekenland | 14 februari 2024 |
| 4          | Goedele Liekens | Royston Drenthe | Zuid-Afrika              | 21 februari 2024 |
| 5          | Nellie Benner   | Evi Hanssen     | Colombia                 | 6 maart 2024     |
| 6          | Sosha Duysker   | Harry Piekema   | Georgië                  | 13 maart 2024    |